# Ada Thilén

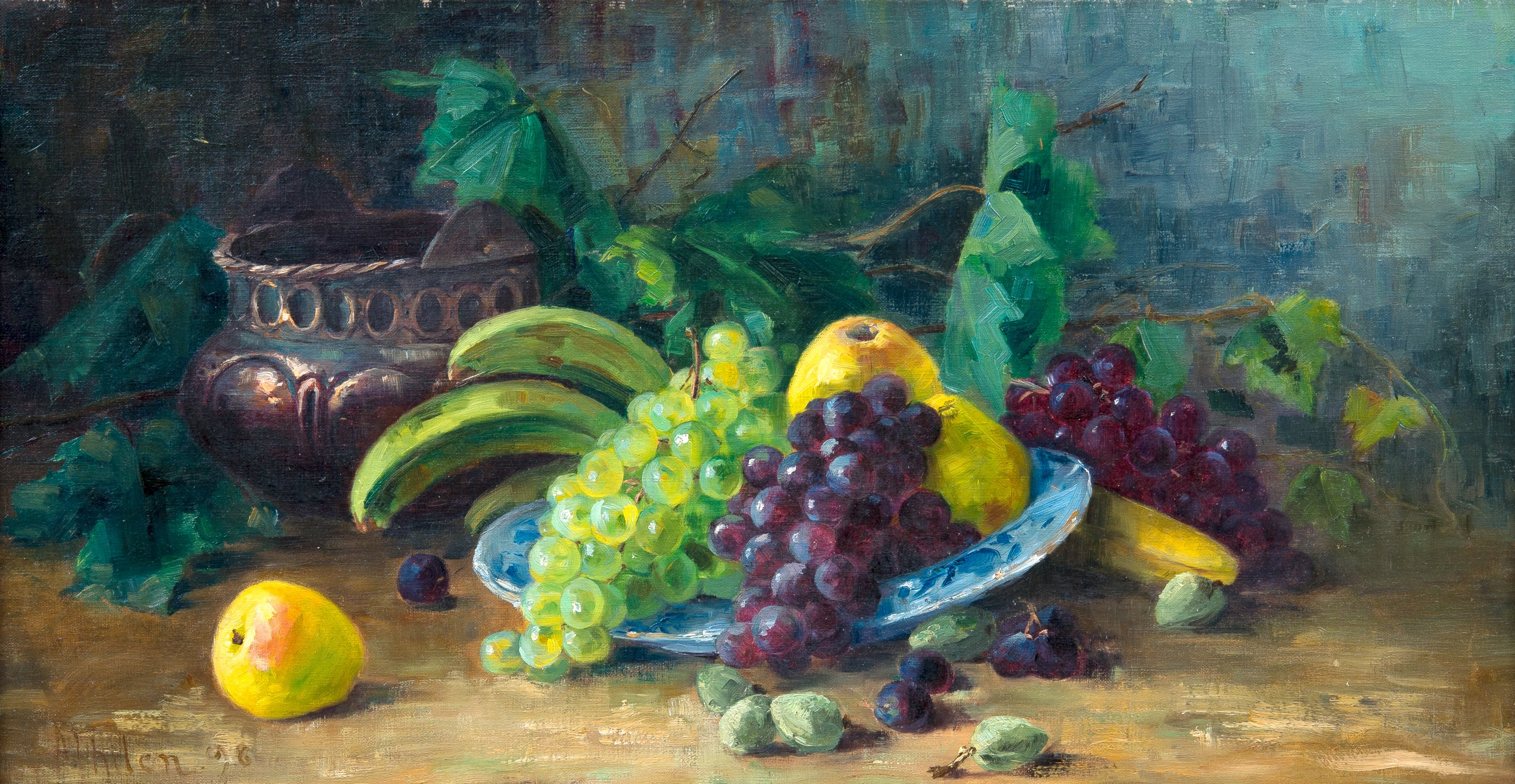
Stilleben med frukt, 1896.

Ada Maria Thilén, född 10 maj 1852 i Kuopio, död 14 juni 1933 i Helsingfors, var en finländsk målare och grafiker.
Thilén studerade under Hjalmar Munsterhjelms ledning i Helsingfors samt vid Kungliga Akademien i Stockholm och olika akademier i Paris. Hon hörde till vänkretsen kring Helene Schjerfbeck och Helena Westermarck (de så kallade målarsystrarna) och delade tidvis ateljé med Maria Wiik.
Hon målade landskap i realistisk stil och barnporträtt. Hon är representerad bland annat på Finlands nationalgalleri. I regel höll hon sig till små format, vilket gjorde att hon på utställningarna hamnade i skuggan av sina mera synliga kolleger.